# جزیره باترست (قلمرو شمالی)
جزیره باترست (انگلیسی: Bathurst Island) یکی از جزایر تیوا در قلمرو شمالی استرالیا روبروی ساحل شمالی استرالیا است. بزرگترین روستا در جزیره، وورومیانگا است که ۱۴۵۰ نفر جمعیت دارد و در جنوب شرق جزیره واقع شده‌است.